# Wild Hearts Can't Be Broken
Wild Hearts Can't Be Broken es una película dramática estadounidense de 1991 dirigida por Steve Miner. Se trata de Sonora Webster Carver, una jinete de caballos buceadores. Está muy vagamente basado en acontecimientos de su vida real, como se cuenta en sus memorias : A Girl and Five Brave Horses.

## Trama
En 1932, Sonora Webster vive con su hermana Arnette y su abusiva tía Helen durante la Gran Depresión. Sonora admira un recorte de revista de una hermosa niña en Atlantic City. Aspirando a ser como ella, se corta el cabello hasta la cintura, lo que hace que su tía le obligue a usar una bolsa en la cabeza. Después de una serie de problemas, que involucran que ella accidentalmente suelte a las vacas, que golpee a otra niña por burlarse de ella (ella fue quien instigó el accidente que dejó salir a las vacas) y que la suspendan de la escuela, la tía Helen vende su preciado caballo, relámpago. Luego, Helen le dice a Sonora que la enviarán a un orfanato al día siguiente. En cambio, después de haber encontrado un anuncio en un periódico ese mismo día sobre una chica caballo buceadora, Sonora se escapa de la casa durante la noche para seguir sus sueños. Viaja a la feria del condado y ve una actuación de Marie, una chica buceadora que monta a caballo desde una plataforma, y aspira a hacerlo también. El empleador de Marie, Doc Carver, le dice que es demasiado joven, pero le da un trabajo como mozo de cuadra debido a su habilidad con los caballos y ella comienza a viajar con ellos. El hijo de Doc, Al, gana un caballo salvaje en un juego de cartas y Sonora lo llama Rayo. Más tarde sorprende a Doc dominándolo y montándolo, por lo que él promete entrenarla para que sea una chica buceadora si puede montarlo mientras se mueve, lo que logra después de múltiples intentos. Esto provoca una gran pelea entre Al y el Dr. Carver, ya que Al dice que la presionó demasiado. Al se va y promete escribir Sonora.
Mientras que Sonora va a montar, Marie se sube para mostrarle cómo hacerlo correctamente. Sonora le advierte a Marie que no lo patee, pero ella la ignora y Lightning se levanta, lo que hace que se caiga y se disloque el hombro. Como ella no puede actuar, el Dr. Carver le pide a Sonora que intervenga y haga su primera inmersión. Aunque nunca se ha sumergido con Lightning, su primer salto es exitoso. Marie se pone celosa y, cuando Doc se cansa de su comportamiento de diva, renuncia en lugar de compartir la facturación con Sonora. Durante los meses siguientes, Al le escribe a Sonora mientras ella continúa realizando inmersiones exitosas en rayos, pero Doc esconde todas sus cartas y ella piensa que él se ha olvidado de ella. Cuando Doc y el nuevo mozo de cuadra, Clifford, están lejos de la granja en busca de trabajo para el programa, Lightning enferma de cólicos. Al regresa, él y Sonora trabajan juntos y Lightning sale adelante. Doc no ha encontrado ningún lugar para actuar, pero luego Al anuncia que ha concertado un contrato de seis meses para hacerlo en Steel Pier en Atlantic City, Nueva Jersey, ya que sabía que este siempre fue el sueño de Sonora. Esto reconcilia a Doc y Al, pero luego el primero fallece de un ataque al corazón camino a Atlantic City, y Al asume el papel de Doc como presentador del programa. Sonora busca la chaqueta de Doc para darle confianza a Al en su primer programa, y encuentra en ella una de sus cartas que le confiesa su amor y ella le hace saber que siente lo mismo.
Al le propone matrimonio a Sonora justo antes de una actuación frente a su mayor multitud, lo cual ella acepta. Mientras Lightning aún se está recuperando de los cólicos, Sonora se ve obligada a realizar el salto en la antigua montura de Red Lips Marie. El caballo está nervioso, a diferencia de Lightning, que se ha convertido en un artista constante, y falla y se cae del extremo del trampolín después de evitar el choque de los platillos. abajo. Sin esperarlo, Sonora tiene los ojos abiertos cuando aterrizan en la piscina. Ambos están vivos, pero Sonora tiene problemas con su visión, pero ésta desaparece rápidamente. Sin embargo, ella le oculta esto a Al, ya que no quiere que él le impida hacer los programas. Se despierta a la mañana siguiente y descubre que está permanentemente ciega debido al desprendimiento de retina en ambos ojos. Tiene que aprender a orientarse y Al siempre está a su lado para ayudarla. Para evitar una demanda por incumplimiento de contrato, debe encontrar otra chica buceadora dentro de una semana, por lo que llama a Marie, quien regresa. Mientras tanto, Sonora extraña terriblemente bucear, especialmente porque tiene que quedarse en casa mientras sabe que Al y Marie están actuando. Ella le cuenta a Al su deseo de bucear con Lightning nuevamente, y trabajan juntos para tratar de entrenarla para que lo monte a ciegas, pero resulta infructuoso y Al se da por vencido. 
Al día siguiente, Clifford encierra a Marie en su camerino y Sonora actúa en su lugar con Lightning. Al le grita que vuelva a bajar, pero ella continúa y el salto es exitoso. Su voz en off te dice que continuó buceando durante once años más y el público nunca se enteró de su ceguera y de su feliz matrimonio con Al.

## Elenco
- Gabrielle Anwar como Sonora Webster
- Michael Schoeffling como Al Carver
- Cliff Robertson como Doc Carver
- Dylan Kussman como Clifford
- Kathleen York como Marie
- Frank Renzulli como Sr. Slater
- Nancy Moore Atchison como Arnette Webster
- Lisa Norman como Tía Helen
- Lorianne Collins como Clarabelle
- Elizabeth Hayes como Señorita Simpson
- Laura Lee Norton como Sra. Ellis
- Michael J. Matusiak como Fotógrafo
- Jeff Woodward como Reportero #1
- David Massry como Reportero #2
- Cheri Brown como Chica Atractiva
- David Dwyer como Stagehand
- Haley Aull como Niñita
- Ed Grady como Predicador
- Katy Matson como Niña #1
- Wendy Ball como Niña #2
- Sam Aull como Niño #3
- Carson Aull como Niño #4
- Boyd Peterson como Agricultor #1
- Gene Walker como Agricultor #2
- Lowell D. Smith como Vaquero
- Rick Warner como Doctor
- Mark Jeffrey Miller como El Hombre de los Dulces
- Tim Carter como Jugador de Platillos
- Emily Maher como Extra #1